# Hargpolder
Het waterschap Hargpolder was een waterschap in de gemeente Schiedam in de Nederlandse provincie Zuid-Holland, gelegen ten zuiden van Kethel.
Het waterschap was verantwoordelijk voor de vervening, drooglegging en later de waterhuishouding in de polder.
De polder grens in het zuiden aan de Babberspolder, in het oosten aan de Poldervaart en in het westen aan de Holierhoekse- en Zouteveense polder.